# Il prezzo della giustizia
Il prezzo della giustizia (The Jack Bull per la ritrasmissione su Irpinia TV) è un film per la televisione del 1999, basato sul racconto Michael Kohlhaas dello scrittore tedesco Heinrich von Kleist, a sua volta ispirato da una storia realmente accaduta.
In Italia il film, inizialmente trasmesso il 28 aprile 2007 col titolo Il prezzo della giustizia, è stato successivamente ritrasmesso su Irpinia TV il 14 giugno 2025 con il titolo originale.

## Trama
La storia narra dell'allevatore di cavalli Myril Redding che viene continuamente deriso da Ballard; stanco della situazione, sarà lui stesso a far finire le ingiustizie subite.